# Бібліотека імені Олександра Копиленка для дітей
Бібліотека ім. Олександра Копиленка для дітей Подільського району м. Києва.

## Контакти
Адреса: 04080, м. Київ, Кирилівська вул., 118/2

## Характеристика
Площа приміщення бібліотеки — 186,2 м², бібліотечний фонд;— 14,2 тис. примірників. Щорічно обслуговує 2,1 тис. користувачів, кількість відвідувань за рік;— 20,5 тис., документовидач;— 54,1 тис. примірників.

## Історія бібліотеки
Заснована в серпні 1952 року. З 1960 року носить ім'я українського письменника Олександра Копиленка, який свого часу був гостем бібліотеки.
Бібліотека обслуговує дошкільнят, учнів 1-9 класів, керівників дитячого читання, плідно співпрацює з середніми навчальними закладами № 2, № 123, № 114, № 118 та дитячою установою № 446. У бібліотеці зібрані документальні матеріали та фотодокументи про життя і творчість О. Копиленка, частина яких передана до бібліотеки з приватної колекції онука — Олександра Любимовича Копиленка.
По-домашньому затишне, зі смаком оформлене приміщення бібліотеки сприяє розкриттю здібностей і обдарувань юних відвідувачів, спонукає до проведення цікавих зустрічей, конкурсів, вікторин та інших масових заходів. До бібліотеки залюбки приходять дитячі письменники та поети, представники дитячих журналів «Пізнайко», «Стежка», «Країна знань», видавництв «Зелений пес», «Веселка», «Грані-Т» та ін. При бібліотеці працює дизайн-студія «Місто майстрів», яка навчає дітей з підручного матеріалу виготовляти цікаві та корисні речі.
Традиційним у бібліотеці стало проведення конкурсів малюнків та саморобок.
Надаються послуги ВСО і МБА.